# 佐々木勝彦
佐々木 勝彦（ささき かつひこ、1944年〈昭和19年〉12月24日 - ）は、日本の男性俳優、声優。

## 来歴
東京都杉並区生まれ。法政大学経営学部卒業。
大学2年生のとき、父の専属運転手が辞職したことから、夏休みの2週間ほどアルバイトということでその代わりや撮影現場での付き人を務めることになり、撮影所に出入りしているうちに演劇への興味を抱く。バンド仲間に演劇好きの人間がいたため、文学座や俳優座、民藝などの舞台を観て回るようになり、父親に俳優をやりたいと相談するが、「役者は食えないからやめておけ」と反対され、就職を勧められたという。だが、大学4年生になったとき、進路を決めなければいけないという気持ちになり、再度役者になりたいと談判し、「養成所に入って、演技の勉強をきちんとしろ」とアドバイスを受けたという。大学卒業後、文学座の養成所へ入所。文学座研究所第8期、ジャックプロダクション、田中事務所を経て、1988年に青年座映画放送に入団。2020年からバイ・ザ・ウェイに所属。声優業はフクダ&Co.に所属（業務提携）。
養成所を卒業後にドラマ『安ベエの海』でデビュー。そのドラマを見ていた藤本真澄からの誘いがあり、東宝の専属俳優制末期に入社。1971年『誰のために愛するか』で映画デビュー。当初は「小林桂樹の後を継ぐのはお前だ」とのことで三枚目で売り出されたが、1971年に専属制が廃止されると二枚目役が増えた。
1994年から声優業に進出。洋画や海外ドラマの吹き替えでは、リーアム・ニーソン、ロバート・デ・ニーロ、アレック・ボールドウィン、マーティン・シーン、ウィリアム・ハート、チョン・ドンファンなどを担当。
共演した京田尚子からは『三国志 Three Kingdoms』の日本語吹き替え版において司馬懿役を担当した際に「本当にお上手でした」と評された。

## 人物
母方の祖父は佐々木孝丸、父は千秋実（孝丸の娘婿）。宮本信子は再従妹（宮本の父が千秋と従兄弟）。
ゴジラシリーズには、アメリカ版の吹き替えも含め6作品に出演している。『ゴジラ対メガロ』（1973年）公開前に東宝でゴジラの着ぐるみを着たことがあったという。父も『ゴジラの逆襲』（1955年）、祖父も『怪獣大戦争』（1965年）に出演しており、親子3代にわたりゴジラシリーズに出演を果たしている。
特技は歌、ギター、野球。趣味は生け花、ゴルフ、水泳。野球は高校時代までピッチャーを担当しており、1年生の時にはバッティングピッチャーとして甲子園に出場している。だが、体を壊したことで2年生の時に野球でやっていくことはあきらめたという。
『ゴジラvsキングギドラ』（1991年）でジョン・ウェインの吹き替えとしても知られる小林昭二と共演した際に、佐々木は自身も吹き替えをやりたいと話したところ、「そんなに簡単なものではない」と小林から心構えを教えられ、後に声優の仕事を務めた際に勉強になったと述べている。

## 出演（俳優）

### テレビドラマ
- ポーラテレビ小説 / 安ベエの海（1969年 - 1970年、TBS） - 長山哲太郎
- 土曜グランド劇場（日本テレビ）
  - おふくろの味（1970年）
  - 検事・若浦葉子 第7話「供述・一枚の写真に秘める女二人の半生」（1991年）
- 千葉周作 剣道まっしぐら 第8話「明日こそ母上に」（1970年、TBS）- 早川新吾
- それゆけ結婚（1971-1972年、関西テレビ）
- ライオン奥様劇場 / 愛あればこそ（1973年、フジテレビ / 東宝企画）
- 剣客商売 第15話「信濃の老虎」（1973年、フジテレビ / 東宝 / 俳優座） - 山本源太郎
- 限りある日を愛に生きて（1974年、CBC）
- 俺たちの勲章 第18話「狂乱のロック」（1975年、日本テレビ / 東宝） - 吉本明
- 影同心II 第3話「遅れて咲いた彼岸花」（1975年、毎日放送 / 東映） - 弥之助
- 十手無用 九丁堀事件帖 第9話「八百八町連続爆破」（1975年、日本テレビ / 東映） - 内藤勘助
- 太陽にほえろ!（日本テレビ / 東宝）
  - 第196話「言葉の波紋」（1976年） - 落合巡査
  - 第292話「一流大学」（1978年） - 三村
  - 第376話「右往左往」（1979年） - 沢井智夫
  - 第399話「廃墟の決闘」、第400話「スコッチ・イン・沖縄」（1980年） - 麻田信久
  - 第710話「殺意との対決・橘警部」（1986年） - 安部武史
- 大鉄人17（1977年、毎日放送 / 東映） - 野村隊員 
  - 第9話「幻の超重砲『グスタフ』」
  - 第10話「死なないで! 裏切りの父」
- 火曜サスペンス劇場（日本テレビ）
  - さよならも言わずに消えた!（1981年）
  - 望郷（1989年、スタッフアズバーズ）
  - 突然、夫に死なれて（1990年、NTV映像センター）
  - 女監察医・室生亜季子 第11作「歪んだ告白」（1992年、東映） - 沢木刑事
  - 松本清張スペシャル・喪失の儀礼（1994年、松竹） - 須田捜査一課長
  - 新・女検事 霞夕子 第9作「遺産相続」（1996年） - 野村常務
  - 故郷（1997年） - 畠山宗男（岩手県警刑事）
  - 警視庁鑑識班 第4作「木は森に隠された」（1997年） - 武山貞夫（検察官）
  - 弁護士・高林鮎子 第23作「秋田新幹線・冬の迷彩・姫路-横浜、2つの殺人を結ぶ55の数字」（1999年） - 田代部長刑事
- 禁じられたマリコ（1985年、TBS / 東宝）
- 私鉄沿線97分署 第74話「テニスコートでお騒がせ!?」（1986年、テレビ朝日 / 国際放映） - 田所和彦
- ザ・ハングマンV 第24話「ニャンニャン写真がライバル歌手を殺す!」（1986年、朝日放送 / 松竹芸能） - 伊藤社長（Yプロダクション）
- おもいっきり探偵団 覇悪怒組 第47話「魔天郎の誘惑」（1987年、フジテレビ / 東映）
- 少女コマンドーIZUMI 第7話「戦う教室!」（1987年、フジテレビ / 東映） - 大道寺正樹
- 翔んでる!平賀源内 （1989年、TBS / C.A.L） - 戸山庄作
- 水戸黄門（TBS / C.A.L）[注釈 2]
  - 第19部（1990年）
    - 第22話 「悪事隠す謎の切腹 -高田-」 - 田坂要介
    - 第29話 「天下御免の大芝居 -江戸-」 - 瀬戸

  - 第20部（1991年）
    - 第15話 「女度胸の玄海節 -小倉-」 - 野島
    - 第42話 「怪盗天神林の光右衛門 -盛岡-」 - 伊三郎

  - 第21部（1992年）
    - 第5話 「恩讐越えた恋人形 -三次-」 - 藤堂左内
    - 第28話 「黄門一家は用心棒 -諏訪-」 - 矢崎庄之助

  - 第22部 第12話 「密命帯びた娘巡礼 -徳島-」（1993年） - 木崎喜太夫
- 妻そして女シリーズ / おじいちゃんの初恋（1990年、毎日放送）
- 月曜ドラマスペシャル→月曜ミステリー劇場→月曜ゴールデン→月曜名作劇場（TBS）
  - 松本清張作家活動40年記念・西郷札（1991年）
  - 自治会長 糸井緋芽子 社宅の事件簿 第2作（2002年） - 早乙女正則
  - 十津川警部シリーズ 第27作「九州特急つばめ殺人事件」（2003年1月3日） - 白崎京助
  - 上条麗子の事件推理 第3作「死を呼ぶ遺産相続」（2003年）
  - 警視庁鑑識課〜南原幹司の鑑定〜（2011年3月28日 - ） - 徳山道則
  - ヤメ刑探偵 加賀美塔子 第1作「復讐の歯車」（2011年6月6日） - 袴田栄作
  - あんみつ検事の捜査ファイル 第2作「白骨夫人の遺言書」（2017年2月6日） - 神林健三
- 逃亡者（1992年、フジテレビ）
- 木曜劇場（フジテレビ）
  - 並木家の人々（1993年）
  - 白線流し（1996年） - 長谷部敏之（優介の父）
  - 眠れる森（1998年） - 武藤部長
- 嵐の中の愛のように（1993年、日本テレビ）
- はぐれ刑事純情派（テレビ朝日 / 東映）
  - 第6シリーズ 第5話「アリバイの無い女・取り違えた名前」（1993年） - 広瀬久司
  - 第7シリーズ 第16話「真夏の花嫁・街で拾った女!?」（1994年） - 岡村雅行
- ザ・ワイドショー 第3話「だから私は殺された!」（1994年、日本テレビ） - 吉田信行（週刊「フリーズ」編集長）
- 裸の大将 第68話「清と自転車少年の夢」（1994年、関西テレビ / 東阪企画） - 健太郎
- 私の運命（1994年、TBS）
- 松本清張ドラマスペシャル・眼の気流（1994年9月15日、テレビ東京）
- 名奉行 遠山の金さん 第6シリーズ 第13話「覗かれた男装の女」（1994年、テレビ朝日 / 東映） - 江戸屋長兵衛
- 大河ドラマ / 花の乱（1994年、NHK総合） - 日野重政
- 東芝日曜劇場→日曜劇場（TBS）
  - パパ・サヴァイバル（1995年）
  - 獣医ドリトル（2010年） - 柴山農水大臣
  - MONSTERS 第4話（2012年） - 門倉俊三
  - A LIFE〜愛しき人〜（2017年） - 草野康浩
- 水曜劇場 / 正義は勝つ（1995年、フジテレビ） - 浅野匠一
- 金曜ドラマ / キャンパスノート（1996年、TBS） - 三浦英彦（雅彦の父）
- 踊る大捜査線 第2話「愛と復讐の宅配便」、第4話「少女の涙と刑事のプライド」（1997年、フジテレビ） - 医師
- はみだし刑事情熱系（テレビ朝日）
  - PARTII 第13話「3億円爆破殺人!いじめられた社宅の女」（1998年） - 池下修
  - PARTVI 第16話「子連れ女刑事の暴走 消えた弾丸」（2002年） - 佐賀原昌夫
- 勇気をだして（1998年、TBS） - 長谷川刑事
- 隠密奉行朝比奈（フジテレビ）第2シリーズ第4話「復讐の紋様 唐津絵皿は語る」（1999年）- 松浦屋孫兵衛
- 科捜研の女（テレビ朝日）
  - SEASON1 第3話（1999年） - 芹沢敬三
  - SEASON13 第10話（2014年） - 安野孝
  - SEASON15 第8話（2016年） - 安野孝
  - SEASON16 第12話（2017年） - 安野孝
  - SEASON17 第12話（2018年） - 安野孝
- はみだし刑事情熱系 Season5（2000年、テレビ朝日） - 盛山英一
- 女優・杏子（2001年、フジテレビ） - 神田プロデューサー
- R-17（2001年、テレビ朝日） - 萩山卓二
- 救命病棟24時 第2シリーズ（2001年、フジテレビ） - 安西慎二郎
- 相棒（テレビ朝日）
  - season1 第9話「人間消失」(2002年12月4日)  - 北村潤一郎
  - season12 第4話「別れのダンス」（2013年11月6日)  - 湯沢武大
- 女と愛とミステリー→水曜ミステリー9（テレビ東京）
  - 警視庁心理分析捜査官・崎山知子 第1作（2002年） - 立花一茂
  - 嘘の証明 犯罪心理分析官・梶原圭子 第1作（2012年） - 緒方新之助
  - 嫌われ監察官 音無一六〜警察内部調査の鬼〜 第2作（2014年） - 池田昇一郎
- 菊次郎とさき 第1シリーズ（2003年、テレビ朝日） - 重一（たけしの長兄）の上司
- 笑顔の法則（2003年、TBS） -　長谷川明
- めだか（2004年、フジテレビ）
- 富豪刑事 第1シリーズ 第3話「密室の富豪刑事」（2005年、テレビ朝日） - 榎本教授
- 土曜ワイド劇場（テレビ朝日）
  - 「狩矢父娘シリーズ6」（2005年） - 西川鳳
  - 「温泉医ぽっかや診療所事件カルテ5」（2006年） - 田所幸司
  - 「検事・朝日奈耀子14」（2013年） - 戸川進一郎
- 松本清張・最終章 わるいやつら（2007年、テレビ朝日 / 朝日放送） - 槇村隆子の父
- 浅草ふくまる旅館（2007年、TBS） - 岩村孝
- 東京タワー 〜オカンとボクと、時々、オトン（2007年、フジテレビ） - 橋本慎一郎
- 愛の劇場（TBS）
  - 結婚式へ行こう!（2007年） - 桐島弘道
  - 温泉へGo!（2008年10月）
- 金色の翼（2007年、フジテレビ） - 杉浦敦
- ホカベン（2008年、日本テレビ） - 関社長
- 白洲次郎（2009年3月7日、NHK総合） - 佐々木惣一
- 土曜プレミアム / 松本清張生誕100年記念作品・駅路（2009年4月11日、フジテレビ） - 大津支店長
- エゴイスト 〜egoist〜（2009年4月-5月、東海テレビ） - 森本
- 東京DOGS 第2話（2009年、フジテレビ）
- 唐招提寺1200年の謎〜天平を駆けぬけた男と女たち （2009年11月3日、TBS） - 聖武天皇
- 金曜ナイトドラマ（テレビ朝日）
  - サラリーマン金太郎2（2010年） - 平尾宗太郎
  - 死神くん 第4話（2014年） - 南雲雄平
- ドラマスペシャル やまない雨はない（2010年3月6日、EX）
- 木曜ドラマ（EX）
  - 警視庁継続捜査班 第7話（2010年） - 信用金庫の支店長
  - ドクターX〜外科医・大門未知子〜 第1話（2016年）
- 日曜ナイトプレミア / 俺の空 刑事編 第2話（2011年10月23日、テレビ朝日） - 石田文吾
- ストロベリーナイト 第6話（2012年2月14日、フジテレビ） - 長塚利一
- 鍵のかかった部屋 第10話、最終話（2012年、フジテレビ） - 穎原昭造
- 金曜プレステージ / 浅見光彦シリーズ 第50作「貴賓室の怪人」（2014年、フジテレビ） - 船越医師
- 連続ドラマW / トクソウ（2014年5月11日 - 6月8日、WOWOW） - 吉川稔
- 株価暴落（2014年、WOWOW） - 黒岩和雄
- 火曜ドラマ / 女はそれを許さない（2014年、TBS） - 伊藤正樹
- NHKスペシャル / 東京が戦場になった日（2014年3月15日、NHK総合） - 行方不明学徒を探す父親
- 金曜ドラマ / ウロボロス〜この愛こそ、正義。 第5話（2015年2月13日、TBS） - 山城重禎
- 警視庁捜査一課9係 season10 第1話（2015年4月22日、テレビ朝日） - 横山丈雄
- 3つの街の物語 (2015年6月7日、TBS)
- BS時代劇 / 大岡越前3 第6話（2016年2月19日、NHK BSプレミアム） - 安藤対馬守重行
- プレミアムドラマ / PTAグランパ!（2017年、NHK BSプレミアム） - 法倉慎之助
- 櫻子さんの足下には死体が埋まっている（2017年、フジテレビ） - 東藤清治郎
- 頭取 野崎修平（WOWOW）第3話（2020年2月2日）第4話（2月9日） - 江頭隆三 役
- 私は代行屋!事件推理請負人（2020年3月22日、テレビ朝日）
- さくらの親子丼 Season3（2020年、東海テレビ） - 小野里淳司

### 映画
- 潮騒（1971年、東宝） - 川本安夫
- 父ちゃんのポーが聞える（1971年、東宝） - 吉川道夫
- 誰のために愛するか（1971年、東宝） - 高木隆一郎
- 昭和ひとけた社長対ふたけた社員（1971年、東宝）- 上杉太郎
- 東宝8.15シリーズ（東宝）
  - 激動の昭和史 沖縄決戦（1971年） - 三宅通信参謀 役[15]
  - 海軍特別年少兵（1972年） - 吉永中尉
- 王将（1973年、東宝） - 山田
- ゴジラシリーズ（東宝）
  - ゴジラ対メガロ（1973年） - 伊吹吾郎 [4][8] ※主演
  - メカゴジラの逆襲（1975年） - 一之瀬明[出典 4] ※主演
  - ゴジラvsビオランテ（1989年） - 竹田 [16][8]
  - ゴジラvsキングギドラ（1991年） - 真崎洋典 [17][8]
- 血を吸う薔薇（1974年、東宝） - 吉井 [18]
- ノストラダムスの大予言（1974年、東宝） - 吉浜[4]
- 東京湾炎上（1975年、東宝） - 林 [15]
- 恋の空中ぶらんこ（1976年、東宝） - 平島健
- 女王蜂（1978年、東宝） - 日下部仁志
- 青春グラフィティ スニーカーぶる〜す（1981年、東宝） - サファリパークの職員
- F2グランプリ（1984年、東宝） - 上松
- 鹿鳴館（1986年、東宝） - 高柳
- 映画女優（1987年、東宝） - 企画課長
- 美味しい女たち（1987年、にっかつ） - 竹林正之
- トットチャンネル（1987年、東宝） - 栗原晋
- 釣りバカシリーズ
  - 釣りバカ日誌（1988年、松竹） - 宇田川人事課長
  - 釣りバカ日誌3（1990年、松竹） - 片山常務
- 寒椿（1992年、東映） - 神谷
- 流れ板七人（1997年、東映） - 審判
- 極道の妻たち 決着(けじめ)（1998年、東映） - 坂口
- ジューンブライド 6月19日の花嫁（1998年、松竹）
- 破線のマリス（2000年、「破線のマリス」製作委員会） - 吉村輝生
- 亡国のイージス（2005年、ヘラルド/松竹） - 佐伯修一
- ミッドナイト・イーグル（2007年、松竹） - 自衛隊統幕長
- 相棒 -劇場版II- 警視庁占拠! 特命係の一番長い夜（2010年、東映） - 寺門宗佑
- 聯合艦隊司令長官 山本五十六（2011年、東映） - 及川古志郎
- ぼくたちの家族（2014年） - 若菜深雪の父
- 紙の月（2014年、松竹） - 小山内等
- 空母いぶき（2019年、キノフィルムズ） - 沖忠順

### Vシネマ
- 難波金融伝 ミナミの帝王 破産の葬列（2005年、ケイエスエス）

## 出演（声優）
※太字はメインキャラクター。

### 吹き替え

#### 担当俳優
アレック・ボールドウィン
- アビエイター（ホアン・トリップ）
- ザ・ワイルド（ロバート・グリーン）※ソフト版
- 97ミニッツ フォールアウト（アレックス・ホーキンス）
- パール・ハーバー（ジミー・ドゥートル）※テレビ朝日版
- ハサミを持って突っ走る（ノーマン）
- ポリーmy love（スタン・インダスキー）
- マザーレス・ブルックリン（モーゼス・ランドルフ）

ウィリアム・ハート
- 逢いたくて（マット）
- ヴィレッジ（エドワード・パーカー）※ソフト版
- スモーク（ポール・ベンジャミン）
- 太陽の雫（クノール）
- チャレンジャー号 73秒の真実（リチャード・ファインマン）
- バンテージ・ポイント（ヘンリー・アシュトン大統領）

エド・ハリス
- アパルーサの決闘（ヴァージル・コール）
- ゲーム・チェンジ 大統領選を駆け抜けた女（ジョン・マケイン）
- スターリングラード（エルヴィン少佐）※ソフト版

サム・エリオット
- バッファロー・ガールズ（ワイルド・ビル・ヒコック）※ソフト版
- マイレージ、マイライフ（メイナード・フィンチ）
- ワンス・アンド・フォーエバー（ベイジル・プラムリー軍曹）※ソフト版

J・T・ウォルシュ
- 依頼人（ジェイソン・マクスーン）※テレビ朝日版
- スリング・ブレイド（チャールズ・ブッシュマン）
- 精神分析医J（ミッチ・リバーズ保安官）

チョン・ドンファン
- 王女の男（文宗）
- クッキ 〜菊熙〜（ミン・ヨンジェ）
- トンイ（オ・テソク）
- 春のワルツ（ユン・ミョンフン）
- 冬のソナタ（キム・ジヌ）
- プラハの恋人（チ・ギョンファン）

デニス・ホッパー
- CHOKE チョーク（ヘンリー）
- デッドエンド（ベン・ギルクリスト保安官）
- プロフェッツ・ゲーム 殺人予告（ヴィンセント・スワン）

ブルース・デイヴィソン
- イエロードッグ（ジョン）
- CREEPSHOW/クリープショー #5（エイブリー・ウィットロック / ホワイティ）※Hulu配信版
- ニューオーリンズ・トライアル（ダーウッド）※ソフト版
- ハイ・クライムズ（ビル・マークス准将）※テレビ朝日版

ベン・キングズレー
- オペレーション・フィナーレ（アドルフ・アイヒマン）
- 毒（ガンデルバイ博士）
- ナイト ミュージアム/エジプト王の秘密（マレンカレ）
- ヘンリー・シュガーのワンダフルな物語（イムダット・カーン）
- ロックダウン（マルコム）

マーティン・シーン
- O（デューク・ゴールディング）
- 気まぐれな狂気（サー）
- タイムクラッシュ・超時空カタストロフ（グリファシ）※テレビ東京版
- ディパーテッド（クイーナン警部）
- 敵対水域（オーロラ艦長）
- トラッシュ! -この街が輝く日まで-（ジュリアード神父）
- 犯罪心理捜査官（スワガート）※テレビ東京版

リーアム・ニーソン
- ギャング・オブ・ニューヨーク（ヴァロン神父）※日本テレビ版
- ダークナイト トリロジー（ヘンリー・デュカード / ラーズ・アル・グール）
  - バットマン ビギンズ ※劇場公開版
  - ダークナイト ライジング

- ダークマン（ペイトン / ダークマン）※テレビ朝日版
- ロスト・マネー 偽りの報酬（ハリー・ローリングス）

ロバート・デ・ニーロ
- アダム -神の使い 悪魔の子-（リチャード・ウェルズ博士）
- アムステルダム（ギル・ディレンベック将軍）
- 大いなる遺産（アーサー・ラスティグ）
- ショウタイム（ミッチ・プレストン）※テレビ朝日版
- 容疑者（ビンセント）
- リミットレス（カール・ヴァン・ルーン）
- RONIN（サム）※ソフト版

#### 映画
- アイ・アム・デビッド（男）
- アウトロー・キング スコットランドの英雄（ロバート・ブルース・シニア〈ジェームズ・コスモ〉）※Netflix版
- アサシン 暗・殺・者（ビクター〈ハーヴェイ・カイテル〉）※テレビ朝日版
- アサルト13 要塞警察（マーカス・デュバル〈ガブリエル・バーン〉）※テレビ朝日版
- アルマゲドン2008（ブレンダン〈ジェームズ・コスモ〉）
- 暗殺者（ニコライ）※フジテレビ版
- イギリスから来た男（テリー・ヴァレンタイン〈ピーター・フォンダ〉）
- 1911（ジョーダン大使〈サイモン・ダットン〉）
- ヴァレリアン 千の惑星の救世主（世界連邦大統領〈ルトガー・ハウアー〉[21]）
- ウォーク・トゥ・リメンバー（サリヴァン牧師〈ピーター・コヨーテ〉）
- ウルフマン（アバライン警部〈ヒューゴ・ウィーヴィング〉）
- エイリアン4（ドクター・レン〈J・E・フリーマン〉）※ソフト版
- エグザイル 戦慄の絆（英語版）（サミュエル・ロンシュタット〈ジム・ブロードベント〉）
- エスケープ・フロム・L.A.（マロイ〈ステイシー・キーチ〉）※ソフト版
- エマニエル夫人（マリオ〈アラン・キュニー〉）※テレビ東京版
- エリン・ブロコビッチ（カート・ポッター〈ピーター・コヨーテ〉）※テレビ朝日版
- エンツォ レーサーになりたかった犬とある家族の物語（マクスウェル〈マーティン・ドノヴァン〉）
- カンガルー・ジャック（サル〈クリストファー・ウォーケン〉）
- きいてほしいの、あたしのこと -ウィン・ディキシーのいた夏（オパールの父〈ジェフ・ダニエルズ〉）
- ギヴァー 記憶を注ぐ者（ギヴァー〈ジェフ・ブリッジス〉）
- 脅迫（英語版）（ダニエル・グラハム〈ガブリエル・バーン〉）
- キルトに綴る愛（ディーン〈デリック・オコナー〉）
- 禁断の関係〜愛と憎しみのブーケ〜（英語版）（ピーター・マンソン〈トレヴァー・イヴ〉）
- グリンチ（市長〈ジェフリー・タンバー〉）※ソフト版
- クロッシング（エディ〈リチャード・ギア〉）
- 撃鉄 GEKITETZ ワルシャワの標的（マルケ〈フィリップ・ダンバー〉）
- 恋のゆくえ/ファビュラス・ベイカー・ボーイズ（フランク・ベイカー〈ボー・ブリッジス〉）※DVD版
- 交渉人（アダム・ベック〈デヴィッド・モース〉）※テレビ朝日版
- 荒野のマニト（ドイツ語版）（サンタ・マリア）
- モンスター・ヴァース
  - GODZILLA ゴジラ（ウィリアム・ステンツ司令官〈デヴィッド・ストラザーン〉[出典 5]）
  - ゴジラ キング・オブ・モンスターズ（ウィリアム・ステンツ司令官〈デヴィッド・ストラザーン〉[23][3]）
- こわれゆく世界の中で（ブルーノ刑事〈レイ・ウィンストン〉）
- ゴンゾ宇宙に帰る（K・エドガー・シンガー〈ジェフリー・タンバー〉）
- コンタクト（マイケル・キッツ〈ジェームズ・ウッズ〉[24]）※ソフト版
- 13デイズ（マクスウェル・D・テイラー〈ビル・スミトロヴィッチ〉）※テレビ朝日版
- ザ・シーカー 光の六つのしるし（メリマン・ライオン〈イアン・マクシェーン〉）
- ザ・ディープ・ハウス（ピエール〈エリック・サヴァン〉[25]）
- サハラ 死の砂漠を脱出せよ（ジェームズ・サンデッカー提督〈ウィリアム・H・メイシー〉）※テレビ東京版
- ザ・メキシカン（アーノルド・マルゴリース〈ジーン・ハックマン〉）※ソフト版
- ザ・ライト -エクソシストの真実-（イシュトヴァーン・コヴァク〈ルトガー・ハウアー〉）
- 16ブロック（フランク・ニュージェント〈デヴィッド・モース〉）※ソフト版、テレビ朝日版
- ジャイアント・ピーチ（キリギリス〈サイモン・キャロウ〉）
- ジャッキー・ブラウン（マックス・チェリー〈ロバート・フォスター〉）
- ジャックと天空の巨人（ブラムウェル王〈イアン・マクシェーン〉[26]）
- シャレード（ピーター・ジョシュア〈ケーリー・グラント〉）※ソフト版
- ショーシャンクの空に（サミュエル・ノートン署長〈ボブ・ガントン〉）※TBS版
- 娼婦ベロニカ（ピエトロ・ベニエ〈ジェローン・クラッベ〉）
- ジョナ・ヘックス（クエンティン・ターンブル〈ジョン・マルコヴィッチ〉）
- 杉原千畝 スギハラチウネ（ヤン・ズヴァルテンディク）
- スクリーム3（ジョン・ミルトン〈ランス・ヘンリクセン〉）
- スズメバチ（ルイ〈パスカル・グレゴリー〉）※テレビ東京版
- スタンド・バイ・ミー（ゴーディの父〈マーシャル・ベル〉）※ビデオ・DVD版
- スフィア（ノーマン・グッド博士〈ダスティン・ホフマン〉）
- セイント（イワン・トレティアック〈ラデ・シェルベッジア〉）※ソフト版
- ダークナイト（サルバトーレ・マローニ〈エリック・ロバーツ〉[27]）※テレビ朝日版
- ダーティ・ボーイズ（フランク・コルトン〈ジェームズ・カーン〉）
- ターミナル（フランク・ディクソン〈スタンリー・トゥッチ〉）※ソフト版
- タイタンの戦い（ケフェウス王〈ヴィンセント・リーガン〉）※劇場公開版
- 誰が為に鐘は鳴る（ロバート・ジョーダン〈ゲイリー・クーパー〉）※PDDVD版
- ダブル・インパクト（フランク・アベリー〈ジェフリー・ルイス〉）※日本テレビ版
- タワーリング・インフェルノ（ジェームズ・ダンカン〈ウィリアム・ホールデン〉）※BSジャパン版
- ダンス・レボリューション（ハニーの父親）
- チェーン・リアクション（フォード捜査官〈フレッド・ウォード〉）※ソフト版
- チャーリーズ・エンジェル フルスロットル（ロジャー・ウィクソン〈ロバート・フォスター〉）※ソフト版
- 中国の植物学者の娘たち（チェン教授）
- 月のひつじ（クリフ〈サム・ニール〉）
- 妻への家路（ルー・イエンシー〈チェン・ダオミン〉）
- トータル・フィアーズ（シドニー・オーウェンズ〈ロン・リフキン〉）※フジテレビ版
- トラウマ/鮮血の叫び（ジャド医師〈フレデリック・フォレスト〉[28]）
- ナインスゲート（ボリス・バルカン〈フランク・ランジェラ〉）※ソフト版
- ナバロンの嵐（マロリー少佐〈ロバート・ショウ〉）※ソフト版
- ナバロンの要塞（ミラー伍長〈デヴィッド・ニーヴン〉）※ソフト版
- 眠りの地（マイク・オルレッド〈アラン・ラック〉）
- 二重スパイ（ペク・スンチョル〈チョン・ホジン〉）
- ニンジャ・アサシン（小角のリーダー〈ショー・コスギ〉）
- ネバーセイ・ネバーアゲイン（ラルゴ〈クラウス・マリア・ブランダウアー〉）※ソフト版
- バーティカル・リミット（モンゴメリー・ウィック〈スコット・グレン〉）※テレビ朝日版
- バーバーショップ（英語版）（レスター・ウォレス〈キース・デイヴィッド〉）
- 博士の異常な愛情（リッパー将軍〈スターリング・ヘイドン〉）※ソフト版
- ハリー・ポッターと炎のゴブレット（バーテミウス・クラウチ・シニア〈ロジャー・ロイド＝パック〉）
- ハンニバル（ハンニバル・レクター〈アンソニー・ホプキンス〉）※Netflix版
- ビーグル犬 シャイロ（英語版）（レイ・プレストン〈マイケル・モリアーティ〉）
- ビーグル犬 シャイロ2（英語版）（レイ・プレストン〈マイケル・モリアーティ〉）
- 光の旅人 K-PAX（マーク・パウエル博士〈ジェフ・ブリッジス〉）
- ピザ男の異常な愛情（ウィル・ローソン〈ダニエル・スターン〉）
- ビトウィーン・トゥ・ファーンズ: ザ・ムービー（本人役〈デイヴィッド・レターマン〉）
- BBC EARTH グレート・ネイチャー（ナレーション）
- 秘密のミラクル・マジシャン（マックス〈フランク・ランジェラ〉）
- WHO AM I?（モーガン局員）※テレビ東京版
- ファム・ファタール（ワッツ〈ピーター・コヨーテ〉）※ソフト版
- フェノミナン（ブランダー先生〈ロバート・デュヴァル〉）
- Vフォー・ヴェンデッタ（ピーター・クリーディー〈ティム・ピゴット＝スミス〉）
- フォーエヴァー・ヤング 時を超えた告白（ジョン）※日本テレビ版
- フォールガイ（The Fall Guy〈リー・メジャース〉[29]）
- プラネット・テラー in グラインドハウス（ヘイグ保安官〈マイケル・ビーン〉）
- プルート・ナッシュ（ベルチェ〈ジェームズ・レブホーン〉）
- ペイチェック 消された記憶（ジョン・ウルフ〈コルム・フィオール〉）※ソフト版、テレビ朝日版
- ベガスの恋に勝つルール（バンガー社長〈デニス・ファリーナ〉）
- ヘルレイザー ゲート・オブ・インフェルノ（ポール・グレゴリー医師〈ジェームズ・レマー〉）
- ホラー・エクスプレス/ゾンビ特急地獄行（アレクサンダー・サクストン教授〈クリストファー・リー〉）※BD版
- マーダー・ミステリー（マルコム・クインス〈テレンス・スタンプ〉）
- マーベル・シネマティック・ユニバース
  - アイアンマン（ラザ〈ファラン・タヒール〉）※テレビ朝日版
  - ガーディアンズ・オブ・ギャラクシー（おじいちゃん〈グレッグ・ヘンリー〉）
  - ガーディアンズ・オブ・ギャラクシー:VOLUME 3（ジェイソン・クイル〈グレッグ・ヘンリー〉[30]）
- マッカーサー（ダグラス・マッカーサー〈グレゴリー・ペック〉）※ソフト版
- マディソン郡の橋（マイケル）※日本テレビ版
- マトリックス リローデッド（ミフネ、ソーレン、モーゼル）※劇場公開版
- マトリックス レボリューションズ（ミフネ、モーゼル）※劇場公開版
- ミッション:インポッシブル（フランツ・クリーガー〈ジャン・レノ〉）※テレビ朝日版
- モービウス（ニコラス〈ジャレッド・ハリス〉[31]）
- 誘拐交渉人（英語版）（ドミニク・キング〈トレヴァー・イヴ〉）
- ユニバーサル・ソルジャー（ウッドワード博士〈レオン・リッピー〉）※テレビ朝日版
- ユニバーサル・ソルジャー:リジェネレーション（ポーター博士）
- 許されざる者（ナレーター）※テレビ朝日版
- ライフ・イズ・ビューティフル（エリゼオ・オレフィチェ〈ジュスティーノ・ドゥラーノ〉）※テレビ朝日版
- ラッキー・ブレイク（英語版）（ロジャー〈ビル・ナイ〉）
- リード・マイ・リップス（英語版）（ピエール・マッソン）
- リアル刑事ごっこ in LA（ブローリン〈アンディ・ガルシア〉）
- リック（リックの父親）
- Re:プレイ（ニューマン医師〈スティーヴン・レイ〉）
- ル・ディヴォース/パリに恋して（エドガル〈ティエリー・レルミット〉）
- ロード・オブ・ザ・リングシリーズ（セオデン〈バーナード・ヒル〉）
  - ロード・オブ・ザ・リング/二つの塔
  - ロード・オブ・ザ・リング/王の帰還
- ロスト・サン（ロンバード〈ダニエル・オートゥイユ〉）
- ロックアウト（アート〈ブライアン・ブラウン〉）
- ロビンとマリアン（ロビン・フッド〈ショーン・コネリー〉）※ソフト版
- ワイアット・アープ（ヴァージル・アープ〈マイケル・マドセン〉）※ソフト版
- ワイルド・スピード/ファイヤーブースト（エルナン・レイエス〈ジョアキム・デ・アルメイダ〉）

#### ドラマ
- アガサ・クリスティー ミス・マープル 第3シリーズ 親指のうずき（トミー・ベレズフォード〈アンソニー・アンドリュース〉）
- アナザー・ライフ〜天国からの3日間〜（ピーター・ホーガン / ダニエル・モリッシー神父〈パトリック・ダフィ〉）
- ER緊急救命室シリーズ
  - シーズン2 #22（ダヴィッチ〈スティーヴン・アンダーソン〉）
  - シーズン4 #12（ドゥワイア）
  - シーズン5 #21（ホフマン〈ジョージ・マクダニエル〉）
  - シーズン7（アル・パターソン〈アラン・デイル〉）
  - シーズン11 #8（クロフォード〈クリス・ヘンドリー〉）
  - シーズン12 #4（リー・ラファティー〈ポール・ノーウッド〉）
  - シーズン13（エディ・ワイゼンスキー〈フレッド・ウォード〉）
- イップ・マン（トン・ジャンポン〈于海〉）
- エリザベス1世 〜愛と陰謀の王宮〜（フランシス・ウォルシンガム卿〈パトリック・マラハイド〉）
- エレメンタリー2 ホームズ&ワトソン in NY #3（エリオット・ハニカット〈ロナルド・ガットマン〉）
- NCIS:ニューオーリンズ シーズン2 #21（オーウェン・マシューズ陸軍中将〈ジョン・ゲッツ〉）
- FBI: インターナショナル（パベル・ノヴィコフ〈アロン・アブトゥブール〉）
- 巌窟王〜モンテ・クリスト伯（ダングラール〈ミシェル・オーモン〉）
- キャッスルロック（英語版）（アラン・パングボーン〈スコット・グレン〉）
- 宮廷女官チャングムの誓い（イ・グァンヒ〈パク・ヨンジ〉）
- クローザー（ウィル・ポープ本部長〈J・K・シモンズ〉）
- クイーン・オブ・ザ・サウス 〜女王への階段〜（ドン・エピファニオ〈ジョアキム・デ・アルメイダ〉）
- カウボーイビバップ（カリバン〈ジョン・ノーブル〉）
- 刑事コロンボシリーズ
  - 刑事コロンボ 攻撃命令（エリック・メイスン博士〈ニコール・ウィリアムソン〉）※完全版追加収録部分
  - 新・刑事コロンボ 奪われた旋律（フィンドレー・クロフォード〈ビリー・コノリー〉）※日本テレビ版
- 刑事ナッシュ・ブリッジス シーズン2 #23（ウィリアム・ローバード〈ディーン・ノリス〉）
- 恋するアンカーウーマン #10（ウェス・ブリンクマン〈ジェームズ・リード〉）
- 孔子（魯の襄公〈ニー・ダーホン〉）
- ザ・シークレット・エージェント3（フレッド・ピアース）
- CSI:マイアミ7（イワン・サーノフ〈アンドリュー・ディヴォフ〉）
- シカゴ・メッド
  - シーズン1（コーネリアス・ローズ〈DW・モファット〉）
  - シーズン8（Dr.ディーン・アーチャー〈スティーヴン・ウェバー〉）
- ザ・ホワイトハウス（トビー・ジーグラー広報部長〈リチャード・シフ〉）
- ザ・ユニット 米軍極秘部隊（トム・ライアン大佐〈ロバート・パトリック〉）
- 三国志 Three Kingdoms（司馬懿〈ニー・ダーホン〉）
- スタートレック:ディープ・スペース・ナイン（スローン大佐〈ウィリアム・サドラー〉）
- スポットライト（ムン・ジェグク〈イ・ギヨル〉）
- ダークエンジェル シーズン2 #11（ロバート・ベリスフォード）※ソフト版
- 第一容疑者シリーズ
  - 第一容疑者2 顔のない少女（デヴィッド・ソーンダイク主任警部）
  - 第一容疑者3 朽ちた野望（ハリデイ警視正〈ストルアン・ロジャー〉）
  - 第一容疑者4 消えた幼児（パトリック・スコフィールド医師〈スチュアート・ウィルソン〉）
  - 第一容疑者5 死のゲーム（パトリック・スコフィールド医師）
  - 第一容疑者6 死者の香水（パトリック・スコフィールド医師〈スチュアート・ウィルソン〉）
- 大草原の小さな家 シーズン6 #12（ハロルド〈ロイヤル・ダノ〉）※NHK BS4K版
- チャームド 〜魔女3姉妹〜（ビクター・ベネット〈ジェームズ・リード〉）
- デスパレートな妻たち4（グレン〈リチャード・チェンバレン〉）
- デスパレートな妻たち7（リチャード・ワトソン〈ジョン・シュナイダー〉）
- 24 -TWENTY FOUR-（リチャード・ウォルシュ〈マイケル・オニール〉）
- ドゥーム・パトロール（ナイルス・コールダー〈ティモシー・ダルトン〉[32]）
- ドクター・フー（エディター〈サイモン・ペッグ〉）
- バーン・ノーティス 元スパイの逆襲 シーズン4 #11 #12（ジョン・バレット〈ロバート・パトリック〉）
- HAWAII FIVE-0
  - シーズン3 #16 #23（ミック・ローガン〈トリート・ウィリアムズ〉）
  - シーズン6 #20（ブライトン）
  - シーズン8 #25（ニコライ・マルキン総領事〈デヴィッド・ムニエ〉）
  - シーズン10 #13（リュウ〈マイク・ハギワラ〉）
- ファン・ジニ（ソン長官）
- プライベート・プラクティス2 迷えるオトナたち（ウィリアム・ホワイト〈ジェームズ・モリソン〉）
- ヘチ 王座への道（スクチョン〈キム・ガプス〉[33]）
- ホワイトカラー シーズン2 #6（ドノヴァン〈ジョン・ラロケット〉）
- ヘレーネ&トーマス～バディ潜入捜査～（マルクス）
- マードック・ミステリー 〜刑事マードックの捜査ファイル〜（メイヤーズ）
- 名探偵ポワロ ※NHK版
  - エッジウェア卿の死（ブライアン）
  - 三幕の殺人（チャールズ・カートライト〈マーティン・ショー〉）
- 名探偵モンク7
  - シーズン3 #14（ダニエル・ソーン〈ジェームズ・ブローリン〉）
  - シーズン7 #3（フレッチャー保安官〈ダニエル・スターン〉）
- ライ・トゥ・ミー 嘘は真実を語る シーズン2 #8（エド・コミスキー〈マーク・ロルストン〉）
- リーサル・ウェポン シーズン2 #18（フランク・“フランキー”・ケルソ〈ジュード・チコレッラ〉）
- 私はケイトリン（ジム）

#### アニメ
- スター・ウォーズ/クローン・ウォーズ（パパノイダ男爵、アルメク〈2代目〉）
- スター・ウォーズ：テイルズ・オブ・ジェダイ（老人）
- スヌーピーとチャーリーブラウン ヨーロッパの旅（男爵）

### テレビアニメ
1996年
- 超者ライディーン（提督）

2003年
- THE ビッグオー（ジム・マゴーワン）

2004年
- MONSTER（ヘニッヒ）

2006年
- BLACK LAGOON（タケナカ）
- 蒼天の拳（北大路剛士）

2009年
- ゴルゴ13（ベイカー）

2013年
- 遊☆戯☆王ZEXAL II（アビス）

2014年
- 暁のヨナ（ソン・ムンドク）

2015年
- パンチライン（大佐）

### 劇場アニメ
- 劇場版 PSYCHO-PASS サイコパス（2015年、チュアン・ハン）
- バケモノの子（2015年）
- ククリレイジュ -三星堆伝奇-（2020年、リィリン[35]）

### OVA
- MASTERキートン（2000年、ピエトロ）

### ゲーム
- ぼくのなつやすみ（2000年、おじちゃん）
- ワイルドアームズ アルターコード:エフ（2003年、マクダレン・ハーツ）
- バイオハザード6 Special Package（2013年、アダム・ベンフォード大統領[36]）
- エルダー・スクロールズ・オンライン（2013年、ジョルン[37]）
- パンチライン（2016年、大佐）

### ラジオドラマ
- NHK-FM 青春アドベンチャー「ベルリンの秋」（2006年）

### ナレーション
- グレート・ネイチャー 大自然の叙事詩（WOWOW）
- ブルー・プラネット（BBC）